# Mikita Cmyh
Mikita Dzmitryjewicz Cmyh (biał. Мікіта Дзмітрыевіч Цмыг; ur. 15 kwietnia 1997 w Mohylewie) – białoruski pływak, olimpijczyk z Rio de Janeiro 2016 i z Tokio 2020, wielokrotny mistrz Białorusi. Specjalizuje się w stylu grzbietowym.

## Udział w zawodach międzynarodowych
| Impreza                       | Rok  | Miejsce        | Konkurencja              | Wynik   | Wynik   |
| Impreza                       | Rok  | Miejsce        | Konkurencja              | Czas    | Miejsce |
| ----------------------------- | ---- | -------------- | ------------------------ | ------- | ------- |
| Igrzyska olimpijskie          | 2016 | Rio de Janeiro | 100 m stylem grzbietowym | 55,68   | 32.     |
| Igrzyska olimpijskie          | 2016 | Rio de Janeiro | 200 m stylem grzbietowym | 2:00,96 | 25.     |
| Igrzyska olimpijskie          | 2020 | Tokio          | 100 m stylem grzbietowym | 54.88   | 33.     |
| Igrzyska olimpijskie          | 2020 | Tokio          | 4x100 m st. zmiennym     | -       | 12.     |
| Mistrzostwa świata w pływaniu | 2017 | Budapeszt      | 100 m st. grzbietowym    | 54,69   | 19.     |
| Mistrzostwa świata w pływaniu | 2017 | Budapeszt      | 200 m st. grzbietowym    | 1:58.72 | 19.     |
| Mistrzostwa świata w pływaniu | 2017 | Budapeszt      | 4x100 m st. zmiennym     | -       | 8.      |
| Mistrzostwa świata w pływaniu | 2019 | Gwangju        | 50 m st. grzbietowym     | 25.12   | 15.     |
| Mistrzostwa świata w pływaniu | 2019 | Gwangju        | 100 m st. grzbietowym    | 54.24   | 18.     |
| Mistrzostwa świata w pływaniu | 2019 | Gwangju        | 200 m st. grzbietowym    | 2:01.44 | 30.     |
| Mistrzostwa świata w pływaniu | 2019 | Gwangju        | 4x100 m st. zmiennym     | -       | 9.      |
| Mistrzostwa Europy w pływaniu | 2018 | Glasgow        | 50 m st. grzbietowym     | 25.04   | 6.      |
| Mistrzostwa Europy w pływaniu | 2018 | Glasgow        | 100 m st. grzbietowym    | 55.00   | 20.     |
| Mistrzostwa Europy w pływaniu | 2018 | Glasgow        | 200 m st. grzbietowym    | 2:02.50 | 25.     |
| Mistrzostwa Europy w pływaniu | 2021 | Budapeszt      | 50 m st. grzbietowym     | 25.36   | 15.     |
| Mistrzostwa Europy w pływaniu | 2021 | Budapeszt      | 100 m st. grzbietowym    | 55.73   | 42.     |
| Mistrzostwa Europy w pływaniu | 2021 | Budapeszt      | 200 m st. grzbietowym    | 2:02.74 | 38.     |